# Carl XIV Johan (fartyg)
Carl XIV Johan, officiellt HM Linjeskepp Carl XIV Johan, var ett linjeskepp i svenska Kungliga flottan. Hon var det sista av tre systerfartyg i Konung Gustav IV Adolf-klassen, som hon bildade tillsammans med Konung Gustav IV Adolf (som 1811 fick det nya namnet Gustav den Store) och Carl XIII. Skeppet, vilket var uppkallat efter den svensk-norske unionskungen Karl XIV Johan, byggdes på örlogsflottans varv i Karlskrona och sjösattes den 10 november 1824. Efter att utrustningsarbetena blivit klara togs fartyget formellt i tjänst 1835. Bestyckningen omfattade 84 kanoner av olika kalibrar, uppställda på två täckta batteridäck.
Under intryck av den snabba fartygstekniska utvecklingen, beslutades i maj 1853 att Carl XIV Johan skulle utrustas med ångmaskin och skruvpropeller. Ombyggnaden var färdig i juli 1854. Samma höst genomfördes en provtur i Östersjön och Kattegatt, med besök bland annat i Stockholm och Köpenhamn, under vilken fartyget uppnådde en toppfart av åtta knop med ångdrift. Carl XIV Johan rustades för sista gången våren 1864, för att ingå i en svensk-norsk örlogseskader, som kryssade i Skagerrak med anledning av det pågående Dansk-tyska kriget.
Vid denna tid stod det emellertid klart att linjeskepp av Carl XIV Johans typ definitivt hade spelat ut sin roll inom sjökrigföringen. I utländska mariner utvecklades kraftiga pansarfartyg mot vilka de äldre örlogsskeppen av trä inte kunde mäta sig. Carl XIV Johan ströks ur flottans rullor den 18 juli 1865 och höggs upp på Karlskronavarvet 1866–1867. Skeppets snidade galjonsfigur sparades emellertid och finns utställd på Marinmuseum i Karlskrona.

## Bakgrund

### Den strategiska bakgrunden
Under Gustav III:s ryska krig 1788–1790 led den svenska örlogsflottan stora förluster. Sammanlagt gick nio linjeskepp och tre fregatter förlorade i strid eller genom olyckshändelser. En stor del av de förlorade fartygen var byggda av den innovative fartygskonstruktören Fredrik Henrik af Chapman på 1770- och 1780-talen. Chapmans linjeskepp var, för att kunna uppträda i grundare vatten, relativt små i jämförelse med motsvarande fartyg i utländska flottor. De kompenserade emellertid för detta genom bättre seglingsegenskaper, och en, för sin storlek, mycket kraftig bestyckning om ett 60-tal kanoner. En ansenlig nackdel var däremot att övre batteridäcket inte var heltäckt, vilket kritiker ansåg exponerade besättningen för fientlig eldgivning.
De Chapmanska linjeskeppens styrkor till trots, accepterade den svenska marinledningen åren efter krigsslutet, att flottan behövde större fartyg för att ha tillräcklig eldstyrka och skydd i utdragen strid. Under 1790-talet utvecklade Chapman ritningar på förbättrade skepp, bestyckade med 74 kanoner, men hann bara konstruera ett sådant, Konung Gustav IV Adolf, och kölsträcka ett annat, Drottning Fredrika Dorotea Wilhelmina (senare omdöpt till Carl XIII), före sin död i augusti 1808. Det långa avbrottet berodde till stor del på att Sverige under denna period var invecklat i Napoleonkrigen.

### 1817 års flottplan
Krigen 1807–1809 och 1813–1814 medförde radikala förändringar av Sveriges strategiska position i Norden. Den östra riksdelen Finland förlorades till Ryssland 1809. Fem år senare erövrade man Norge från Danmark, som förenades med Sverige i en personalunion, vilken kom att bestå fram till 1905. Året efter avträddes Svenska Pommern till Preussen. Det nya läget framtvingade en omvärdering av sjöförsvaret. Då det efter 1815 inte längre fanns några svenska besittningar på andra sidan Östersjön, ansåg vissa krafter i Sverige att det inte var uppenbart livsviktigt att ha en stark flotta, som kunde hålla vägarna över havet öppna. Det militära hotet mot Sverige mattades också av. Under de första två decennierna efter krigsslutet genomförde flera stater i Europa kraftiga reduceringar av sina arméer och flottor. Av grannländerna vid Östersjön hade Danmark förlorat hela sin flotta i samband med Storbritanniens anfall mot Köpenhamn 1807. Rysslands Östersjöflotta hade under Finska kriget 1808–1809 knappast visat sig överlägsen den svenska, och Preussen förfogade inte över några sjöstridskrafter av betydelse.
Den förändrade hotbilden till trots inledde Sverige i slutet av 1810-talet en modernisering av sin örlogsflotta. Sedan en 1809 antagen flottplan visat sig alltför ambitiös för anslagen, tillsatte riksdagen i september 1816 en kommitté för att utreda flottans fartygsbehov. Kommittén framlade följande år en reducerad flottplan som sträckte sig till 1855. Enligt denna skulle örlogsflottan i framtiden ha en kärna av 12 linjeskepp, vardera med en bestyckning av 74 kanoner, understödda av sex större och fyra mindre fregatter. Inom ramen för det fastslagna flottprogrammet påbörjades under åren 1817–1826 fyra nya linjeskepp, och ytterligare sex färdigställdes eller gick igenom stora reparationer. Det första av flottans nybyggen efter Napoleonkrigen blev ett tredje fartyg i Konung Gustav IV Adolf-klassen, vilket fick namnet Carl XIV Johan.

## Konstruktion
Konstruktionsritningarna till linjeskeppen Carl XIII och Carl XIV Johan framtogs ursprungligen av Fredrik Henrik af Chapman år 1804, som en något modifierad version av Konung Gustav IV Adolf. Efter dennes död ändrades ritningarna 1816 under överinseende av överstelöjtnant Johan Aron af Borneman vid Flottans konstruktionskår. Bl.a. fick skeppen kraftigare bestyckning på back- och skans, fler kanonportar på nedre batteridäcket samt annorlunda stävar.

### Skrov
1800-talets linjeskepp skilde sig enbart i en del avseenden från sina föregångare på 1700-talet. Skrovets konstruktion, riggen och artilleriets uppställning på batteridäcken, var i stort sett oförändrad. 1800-talets skepp hade dock skarpare bogar, och diagonalförbindningar av järn mellan spanten, för att minska riskerna för kölbrytning i hårt väder. Till sin utformning var Carl XIV Johan närmast en kopia av systerfartyget Carl XIII. Skrovet var 53,9 meter långt i vattenlinjen (64 meter lång överallt), 14,7 meter brett och hade ett djupgående på 6,8 meter. Deplacementet uppgick till 2 608 ton. Skeppet byggdes av ek, vilket var det träslag som lämpade sig bäst för skeppsbyggeri, tack vare av sin hårdhet och motståndskraft mot röta. För att skydda bordläggningsvirket från skeppsmask var kölen försedd med en förhydning av tunn kopparplåt. Carl XIV Johan hade tre master och förde sammanlagt 2 413 kvadratmeter segel. Skeppet ansågs vara en god seglare, men hennes seglingsegenskaper försämrades till viss del efter modifieringen till ånglinjeskepp. Med god vind kunde hon efter ombyggnaden endast göra nio knop. Den begränsade farten troddes bero på vattenmotstånd skapat av propellern.
Carl XIV Johan hade två fullständiga batteridäck med portar i bredsidorna för sammanlagt 60 kanoner. Därutöver hade skrovet ytterligare fyra nivåer, inklusive tre däck. Längst ned i fartyget under vattenlinjen låg hålskeppet, där förråd av proviant och ammunition var belägna. Ovanför detta låg trossdäcket, vilket delvis hade samma funktion. Därefter kom skeppets två batteridäck. Det var här huvuddelen av fartygsartilleriet stod uppställt. Ovanför det översta kanondäcket låg ett väderdäck, som var skeppets högsta genomlöpande däck. Väderdäcket övertäcktes i aktern av ett hyttdäck, vilket började strax för om kryssmasten och tog slut vid akterspegeln. Här inrymdes bl.a. fartygschefens kajuta samt hytter för officerare. Mellan hyttdäcket och galjonen gick en hög brädgång krönt med bastingeringar. Inuti dessa hade delar av manskapet sina kojer.

### Bestyckning

#### Pjästyper och placering ombord
Under 1800-talets första hälft var den mynningsladdade och slätborrade gjutjärnskanonen sjöartilleriets huvudvapen. En kanon klassades efter vikten på projektilen den sköt, en vikt som angavs i skålpund (0,425 kg). Vid periodens början var linjeskeppens bestyckning ganska brokig, och bestod av kanoner av flera olika storlekar. De minsta pjäserna kunde ha en kulvikt på 12 pund (5,1 kg) och de största en kulvikt på 30 pund (12,75 kg). Vid sidan av de vanliga kanonerna fanns karronader. Detta var en typ av kort och lätt kanon som var konstruerad för att avlossa kartescher på korta avstånd. Av stabilitetsskäl placerades de tyngsta pjäserna på det undre batteridäcket, de medeltunga på det övre och de lättaste på halvdäcket i aktern.
Carl XIV Johan var ursprungligen konstruerad att föra 74 kanoner, men kom i likhet med andra svenska örlogsfartyg under 1800-talets första hälft att få en betydligt tyngre bestyckning än avsett. Den slutliga beväpningen omfattade 84 kanoner. 30 stycken 30-pundiga kanoner (15 längs varje bredsida) bestyckade det nedre batteridäcket. På övre batteridäck fanns lika många 24-pundiga pjäser uppställda enligt samma arrangemang. Den övriga bestyckningen utgjordes av tio 12-pundiga kanoner och 14 stycken 24-pundiga karronader. Dessa pjäser var belägna på halvdäcket i aktern och på huvuddäcket.

#### Pjäshantering och projektiler

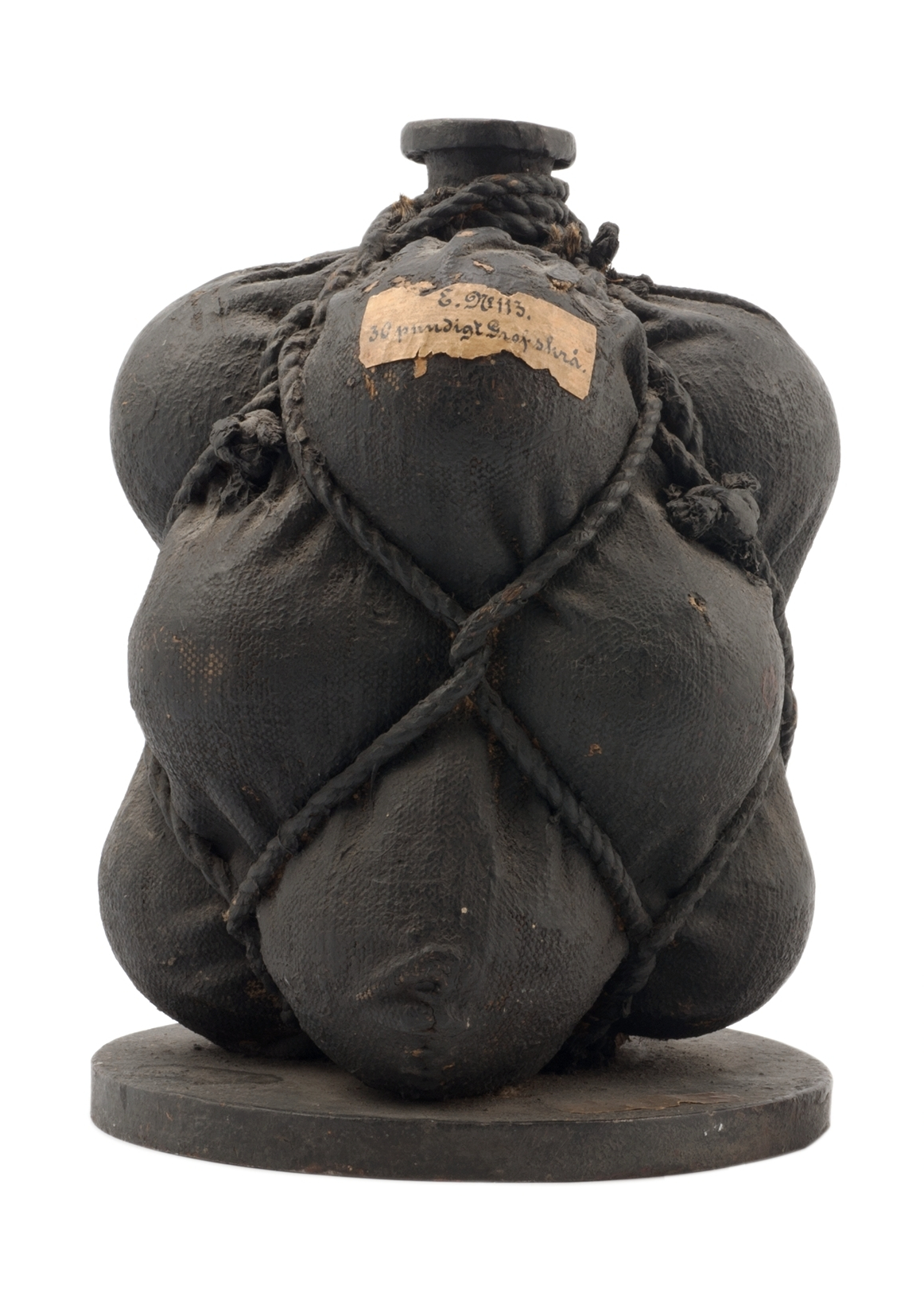
Skrå till 30-pundig kanon, bestående av rundkulor av järn upplagda kring en järnstomme, omsurrade med svartmålad segelduk. Marinmuseum.

Kanonerna laddades genom att en kardus (påse av tyg eller papper) fylld med svartkrut fördes in i eldröret. Därefter kom en förladdning, sedan själva projektilen och slutligen ännu en förladdning för att hålla det hela på plats. Ett antändningsrör av metall med en laddning finkalibrigt krut placerades i kanonens fänghål, som stod i förbindelse med eldrörets kammare längst bak i pjäsen. Över fänghålet satt ett kanonlås försett med en hane av slaglåstyp. För att avfyra kanonen ryckte en besättningsman i en lina (fyrsträng), vilket gjorde att hanen slog ned på metallröret, som via en tändhatt antände krutet i fänghålet och avlossade pjäsen. Ifall låset inte fungerade eller blev skadat, kunde avfyrningen ske med hjälp av en luntstake kring vilken en brinnande stubintråd, lunta, satt virad. Efter varje skott kyldes eldröret av med vatten och loppet drogs rent med en viskare, en skaftförsedd träcylinder täckt med skinn av får eller svin.
Beroende på målet som besköts användes olika typer av projektiler. Den vanligaste var den solida rundkulan av järn, som företrädesvis användes mot fiendens skrov. För att skada motståndarens rigg utnyttjades stångkulor, två rundkulor sammanlänkade av en järnstång. På kortare avstånd använde man skrån, behållare (kartescher) fyllda med muskötkulor eller skrotbitar. Vid avfyrning slets behållaren sönder och projektilerna spreds över fiendens däck likt en hagelsvärm. Utöver dessa fanns conkavekulor, en slags ihåliga granater fyllda med krut. Conkavekulan var försedd med en stubin som antändes vid avlossningen, och var tänkt att antända krutladdningen då kulan slog in i fiendeskeppet.

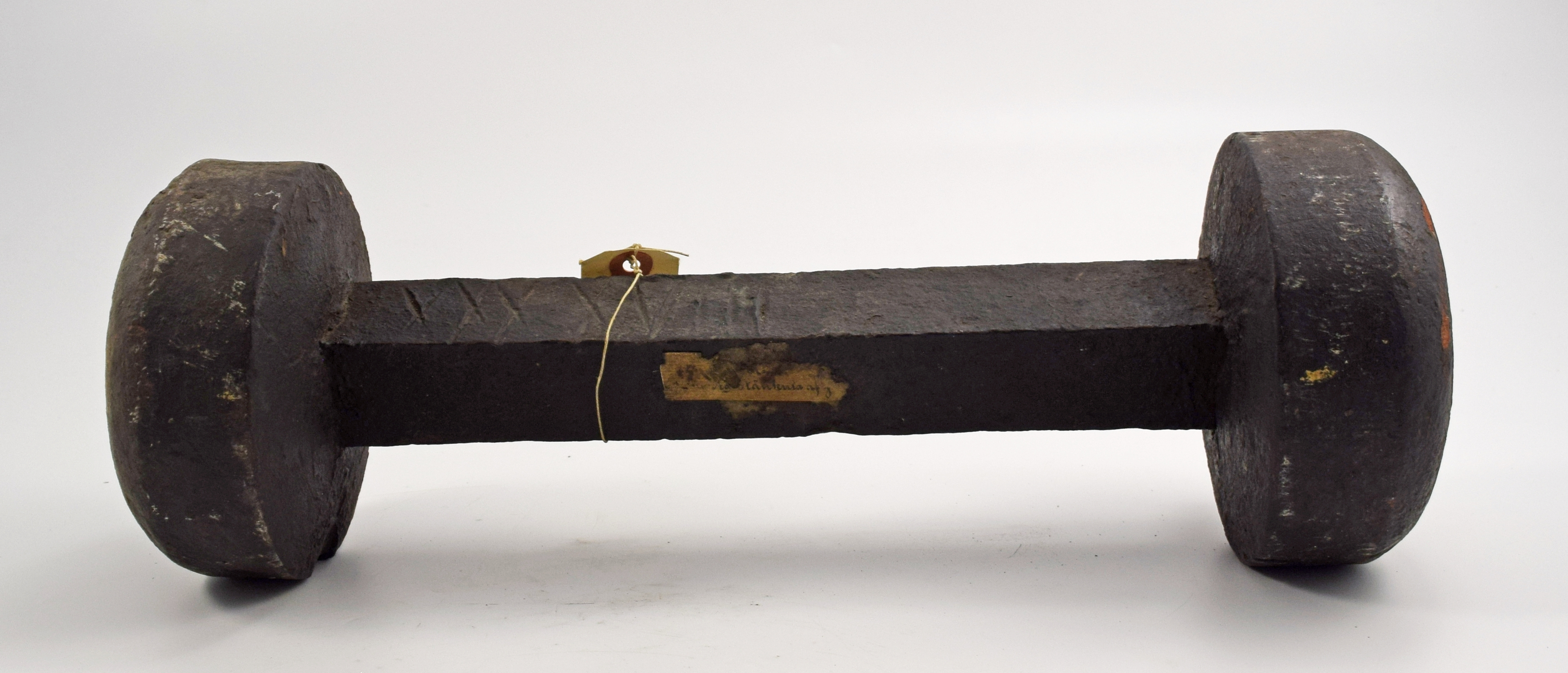
24-pundig stångkula av gjutjärn. Marinmuseum.

## Utsmyckning

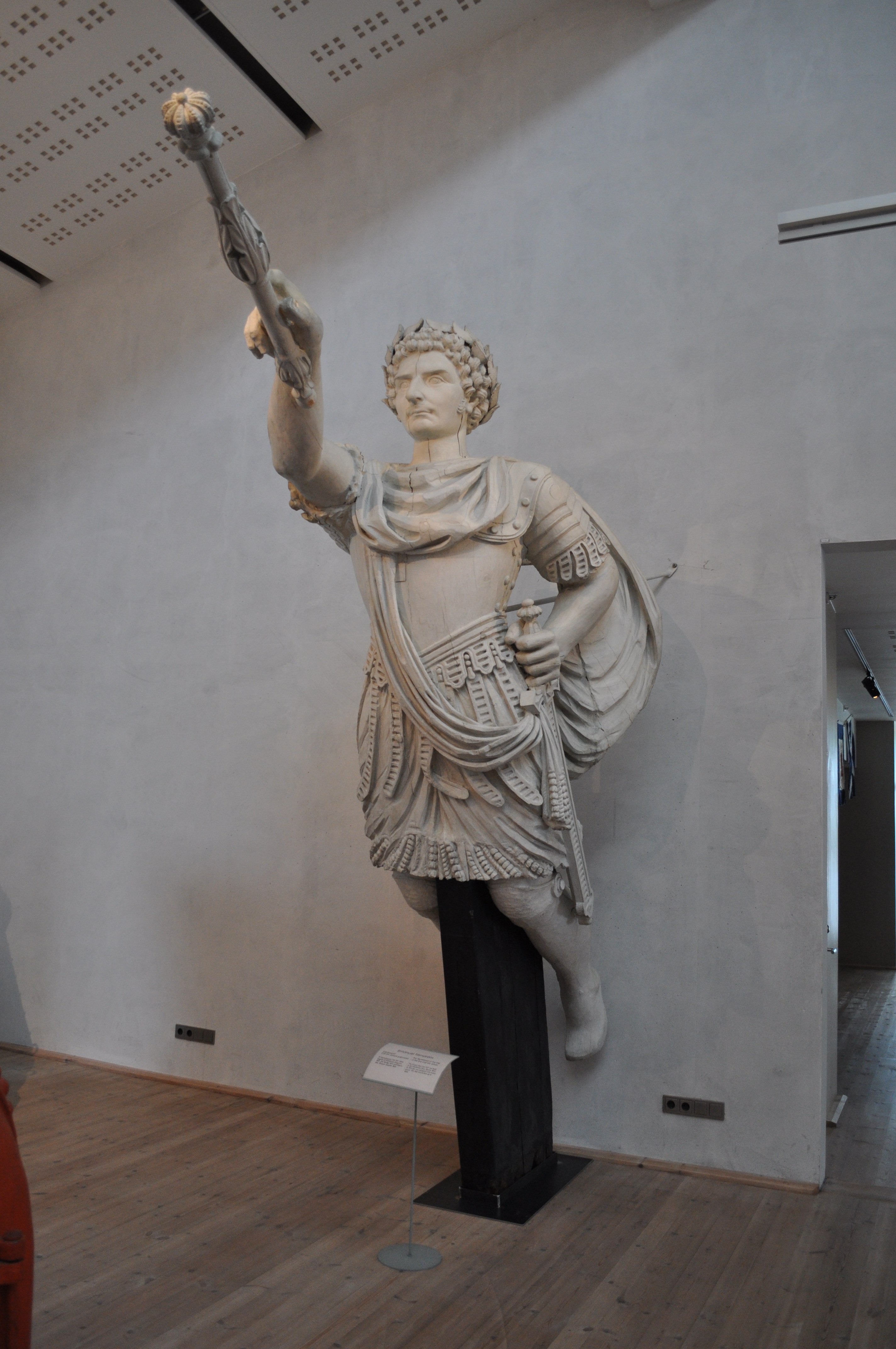
Carl XIV Johans galjonsfigur på Marinmuseum i Karlskrona.

När Carl XIV Johan byggdes på 1820-talet var det ännu vanligt att örlogsfartyg utsmyckades med skulpturer, även om utsmyckningen tillmättes mindre betydelse än under tidigare sekel. Carl XIV Johans galjonsfigur tillverkades av Emanuel Törnström, som var amiralitetsbildhuggare i Karlskrona från 1825 fram till sin död 1833. Figuren föreställer fartygets namne, kung Karl XIV Johan, i helfigur. Kungen är avbildad som segerrik fältherre med lagerkransat huvud. Han är klädd i en romersk rustning med en veckad mantel draperad över ryggen och vänstra sidan av bröstet. På sin vänstra sida har kungen ett kort svärd. I den framsträckta högerhanden håller han en spira/kommandostav medan den vänstra vilar på svärdsfästet. Enligt en sägen ska kung Oscar I, då han som kronprins en gång besökte Karlskrona, ha sett skulpturen av sin far och blivit så angenämt överraskad av den träffande porträttlikheten, att han lät framkalla bildhuggaren Törnström och tackade honom för hans vackra arbete. Galjonsfiguren togs tillvara då skeppet slopades och finns idag utställd på Marinmuseum i Karlskrona.

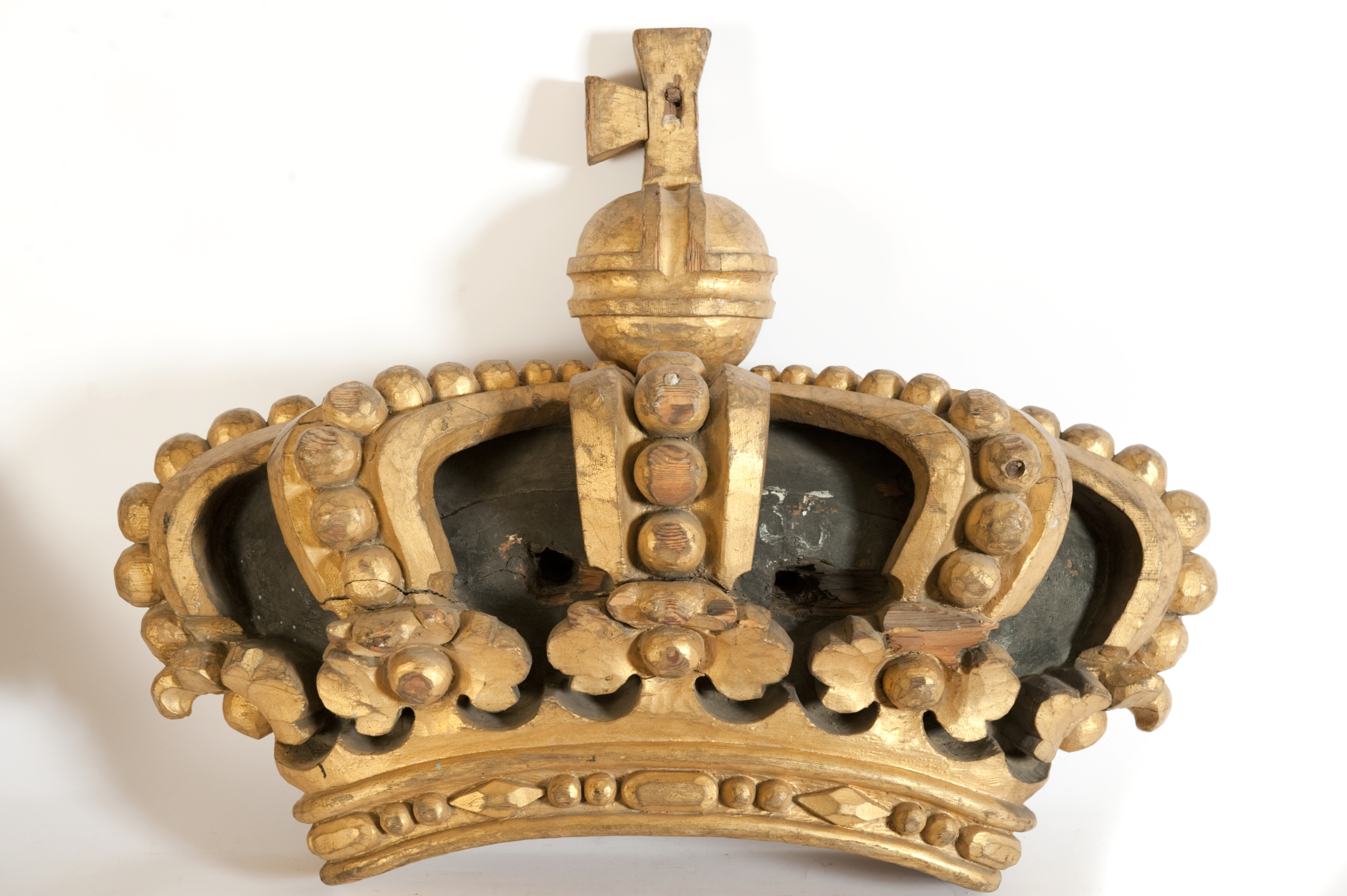
Snidad krona av furu som suttit i Carl XIV Johans akter. Sjöhistoriska museet.

## Besättning

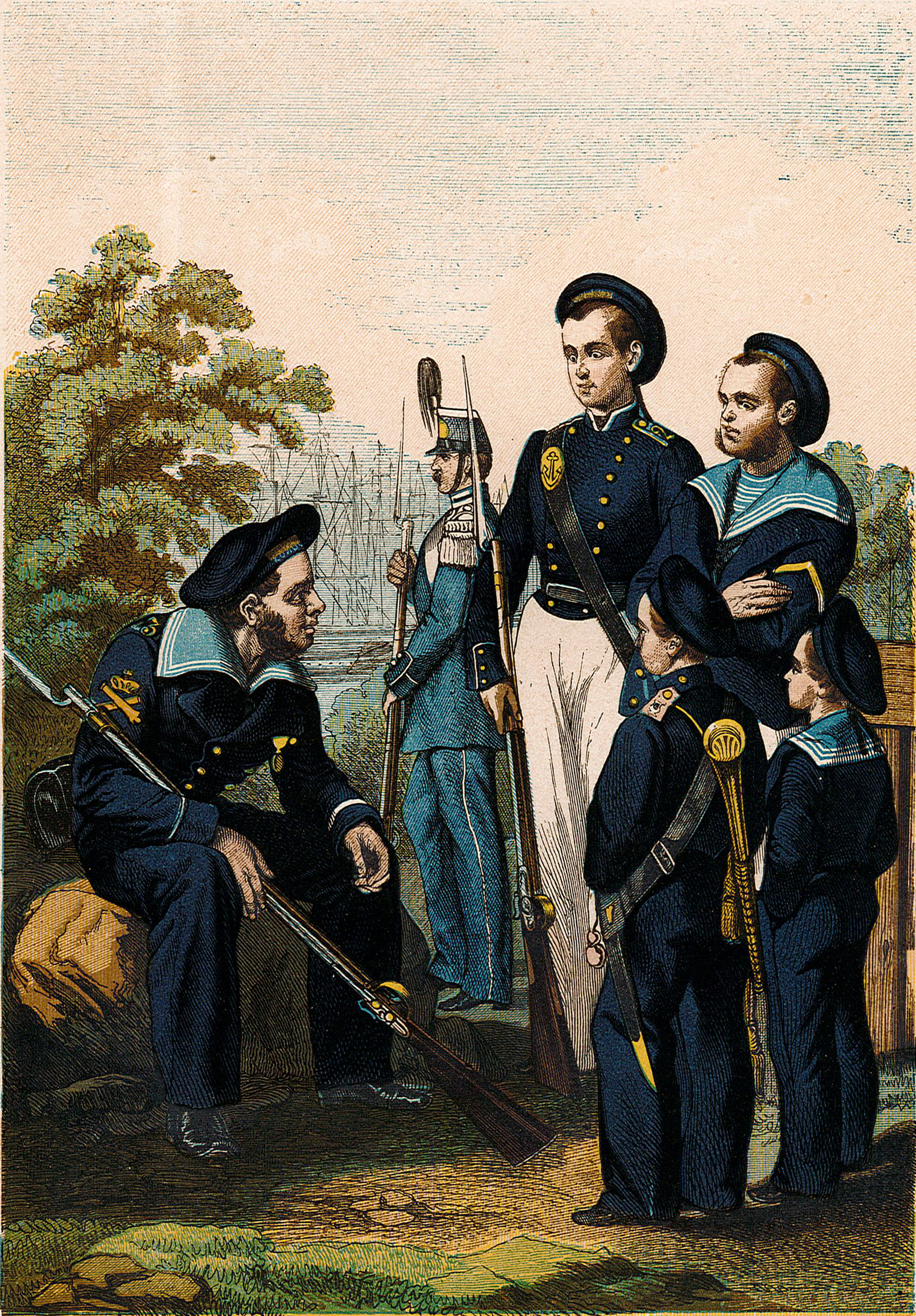
Uniformer för örlogsflottans manskap i början av 1860-talet. Plansch ur Svenska arméns och flottans nuvarande uniformer i xylografiskt färgtryck (1866).

De seglande linjeskeppen krävde stora mängder personal för att operera effektivt i strid och under segling. Besättningen på Carl XIV Johan omfattade ursprungligen 658 man, men efter ombyggnaden till skruvlinjeskepp 1854 tillkom även manskap för användning och underhåll av maskineriet.  Vid mobiliseringen 1864 bestod Carl XIV Johans besättning 739 man. Fartygschefen var en kommendörkapten. Under sig hade denne sju kommenderade sjöofficerare, tre läkare, en kanslist, en proviantförvaltare, och en maskinistofficer. Fartygets underofficerare utgjordes av fem konstaplar som ansvarade för skeppets artilleri, åtta skeppare vilka ledde besättningens dagliga arbete på däck och i riggen, fyra styrmän som hade hand om navigationen och fartygets kurs, samt tre maskinistunderofficerare och tre kadetter.
Det ombordkommenderade manskapet utgjordes av 547 båtsmän och artilleribåtsmän, 52 matroser och jungmän, 58 marinsoldater samt 16 skeppsgossar. De indelta båtsmännen bildade kärnan i manskapsstyrkan. Dessa rekryterades på samma sätt som arméns indelta soldater. Kunskapsmässigt delades båtsmännen in i fyra grader: obefaren (ingen eller mycket liten sjövana), sjövan (minst 6 månader till sjöss), befaren (minst 12 månader till sjöss) och väl befaren (minst 2 år till sjöss). Vid rekryteringen var i regel alla båtsmän obefarna, men genom tjänstgöring på fartygen utvecklades de snabbt till rutinerade sjömän. I jämförelse med andra flottors värvade sjömansbesättningar stod sig de svenska båtsmännen därför väl. I besättningen ingick dessutom nio maskinister, sex timmermän, en segelsömmare, en tunnbindare, en smed och två trumslagare. De sistnämndas uppgift var att förmedla befälhavarens order till manskapet via trumsignaler.

### Livet ombord
På linjeskeppen med sina stora besättningar var en viss trängsel oundviklig. Batterimanskapet arbetade och åt vid sina kanoner, och sov i hängmattor uppspända över fartygsdäcket. Huvuddelen av manskapet var förlagt på trossdäcket eller på batteridäcken. Av praktiska skäl var befälet de enda på skeppet som kunde ha egna hytter. Arbetet ombord var krävande och disciplinen sträng. Arbetsdagen kunde börja vid klockan 4 eller 5 på morgonen och avslutas vid 9 på kvällen. I besättningens dagliga rutin ingick rengöring av fartygsdäcken, kanonexercis och arbete i riggen. Varje morgon hölls korum.
Maten ombord var med 2000-talets mått tämligen enahanda. På 1860-talet var kosten reglerad genom 1859 års spisordning för örlogsflottan. Enligt denna skulle manskapet varje vecka tilldelas bestämda mängder proviant, i form av bland annat bröd, korngryn, smör, ärtor, salt kött och salt fläsk. Till frukost åt man gröt kokad på korngryn och vatten, samt bröd med smör. Ärtorna kokade tillsammans med korngryn och serverades till middag med salt kött eller fläsk. Kvällsmaten bestod i regel av gröt. Till maten dracks antingen vatten, öl eller brännvin. När oväder förhindrade kokning i skeppets kabyss, ersattes manskapets vanliga mat med "torrföda" utgjord av dubbla portioner bröd och smör till frukosten och salt fläsk till middagen. Besättningen intog sina måltider vid arbetsplatserna på däcken, medan fartygschefen och det högsta befälet åt tillsammans inne i kajutan.

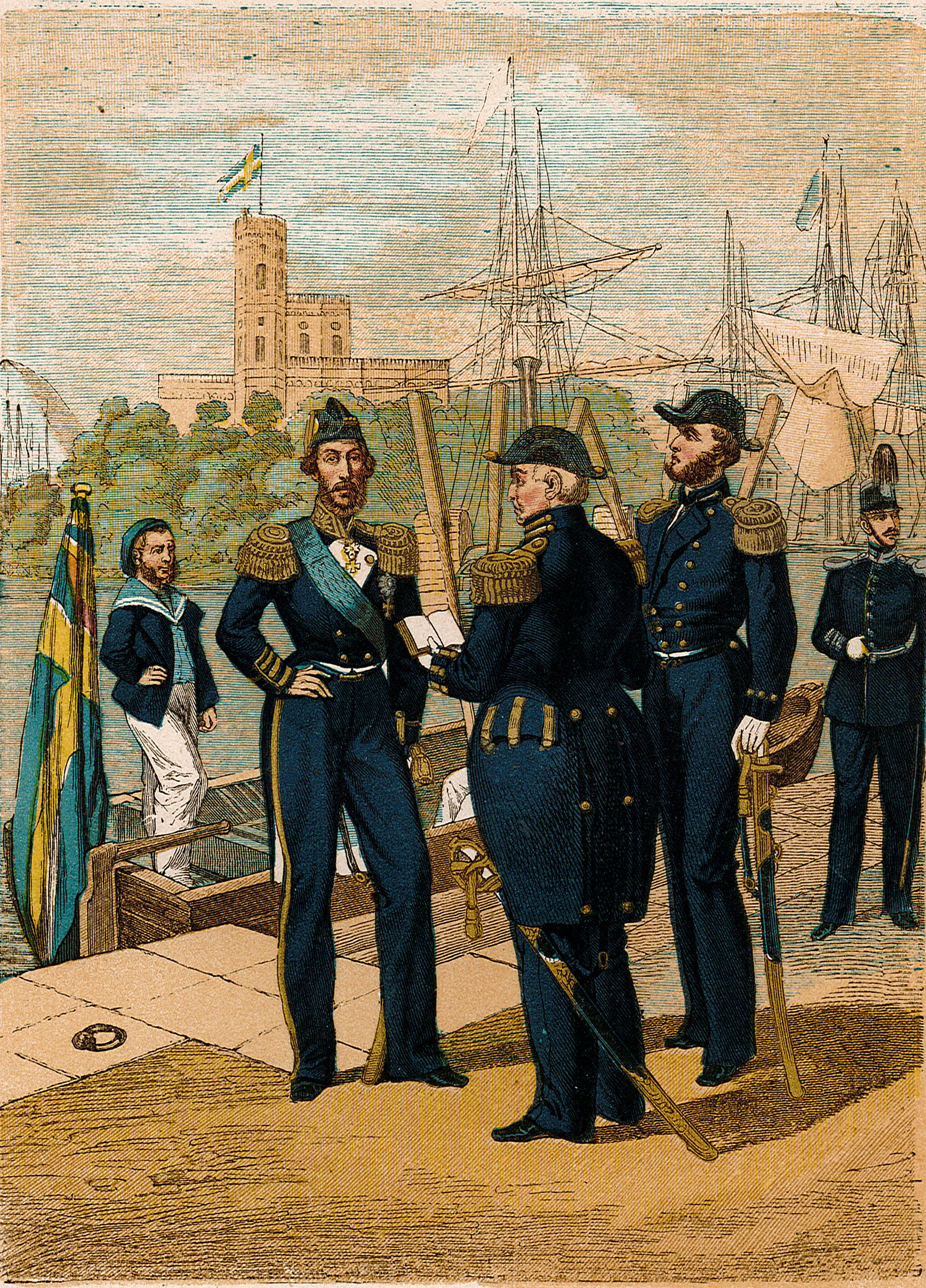
Sjöofficersuniformer i början av 1860-talet. Plansch ur Svenska arméns och flottans nuvarande uniformer i xylografiskt färgtryck (1866).

## Byggnation och leverans
Carl XIV Johan byggdes i torrdocka nr 2 på Karlskrona örlogsvarv, och kölsträcktes den 8 november 1817, med nybyggnadsnumret 199. Kort efter stapelsättningen avbröts arbetet och återupptogs inte igen förrän i mars 1819, då skeppets förtimring (spant mm.) färdigställdes. Därefter följde ett årslångt uppehåll i arbetet så att förtimringen skulle få tid att torka. Med början i mars 1820 togs byggandet upp på nytt och fortsatte sedan i långsam men stadig takt fram till sjösättningen. Den långa byggnadstiden berodde på att man ville hålla fartyget i docka så länge som möjligt för att bevara skrovet, en metod som var mycket vanlig i europeiska örlogslottor unders 1800-talets första hälft. Efter sju år i torrdocka var fartyget redo att sjösättas hösten 1824. Den 8 november släpptes vatten in i dockan och två dagar senare, den 10, ägde den formella sjösättningen rum.

### Medelbrist och förseningar
Även utrustandet av fartyget kom emellertid att dra ut på tiden, delvis som ett resultat av en brist på medel. Den ekonomiska situationen i Sverige var ansträngd i början av 1820-talet. Det klagades allmänt över ett högt skattetryck och höga försvarskostnader. Samtidigt hade stora delar av flottans anslag gått åt till kostsamma reparationer av existerande skepp, varför endast små medel återstod till att slutföra nybyggnationer. För att dryga ut flottans anslag, beslutade riksdagen 1825 att sälja ett antal äldre örlogsfartyg till Storcolombia och Mexiko, vilka hade för avsikt att använda dem i sitt pågående självständighetskriget mot moderlandet Spanien. Försäljningen stötte emellertid snart på svårigheter. Med stöd från Ryssland, Österrike och Preussen, riktade den spanska regeringen kraftiga protester mot kung Karl XIV Johan. Den diplomatiska krisen eskalerade till den grad att den ryske tsaren Nikolaj I hotade Sverige med krig, om inte affären omedelbart avbröts. Regeringen tvingades backa och samma höst stoppades försäljningen av skeppen.
För Karlskronavarvet blev den illa skötta skeppshandeln ett hårt ekonomiskt bakslag, som tillfälligt satte stopp för flottans nybyggnadsplaner. Delvis som en följd av det dåliga finansiella läget, kom färdigställandet av flera fartyg att ta betydligt längre tid än planerat. Fördröjningen berodde också i hög grad på att ett nytt flottprogram antogs 1826. Den nya flottplanen, som ersatte 1817 års plan, innebar ett avsteg från den tidigare nybyggnationen av linjeskepp, i förmån för en kraftigare satsning på kryssare (fregatter, korvetter, briggar etc.) och mindre skärgårdsfartyg. Arbetet med att utrusta och rigga Carl XIV Johan gick således tämligen långsamt. Rundhulten (rår, stänger och bommar etc.) var färdiga först under första kvartalet 1826, bestyckningen under första kvartalet 1829 och tacklingen under andra kvartalet 1830. Först 1835, 11 år efter sjösättningen, var fartyget färdigt att tas i bruk.

## Tjänstgöring
Carl XIV Johan fick ett tämligen typisk livsförlopp för ett svenskt linjeskepp på 1800-talet. Under de första 30 åren efter sjösättningen var fartyget aldrig till sjöss. Åren 1832 och 1848 togs hon in till Polhemsdockan på Karlskronavarvet för mindre reparationer. Vid det sistnämnda tillfället utbyttes delar av hennes bestyckning. Det totala antalet pjäser reducerades till 72, hälften av 30-pundarna ersattes av 24 stycken grövre 36-pundare och två 12-pundare och fyra av karronaderna togs bort. I deras ställe tillkom fyra stycken sju tums bombkanoner, dvs. kanoner avsedda att avlossa spränggranater. I september 1852 togs fartyget in för en större reparation i docka nr 4 på Karlskronavarvet. Under lagningsarbetet visade det sig att stora delar av förtimringen och garneringen var oduglig och måste ersättas med ny, vilket kostade 76 000 riksdaler.

### Ombyggnad till ånglinjeskepp

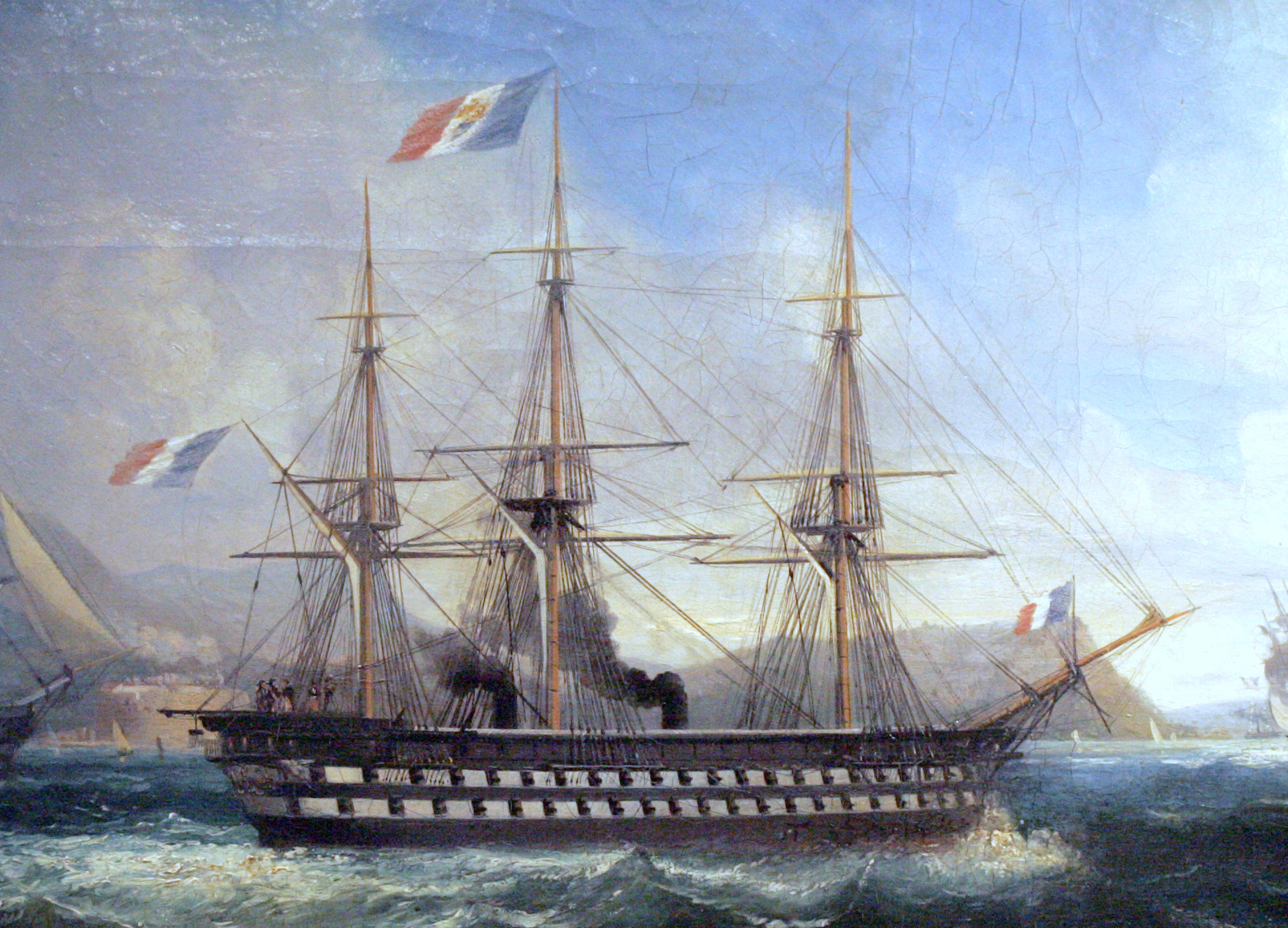
Napoléon på Toulons redd 1852. Detalj ur en målning av Barthélemy Lauvergne. Musée de la marine.

Den industriella utveckling som kännetecknade årtiondena kring 1800-talets mitt, fick stora återverkningar på det sjömilitära området. För örlogsflottorna var den viktigaste förändringen den gradvisa övergången från segel till ångdrift. Under denna teknologiska brytningstid mellan gammalt och nytt, modifierade man i flera flottor äldre linjeskepp och fregatter, genom att förse dem med ångmaskin och propeller. Ångdriften användes främst för inlöpande till och från hamnar samt vid stiltje. Segling betraktades alltjämt som det huvudsakliga framdrivningssättet. Det första större örlogsfartyget som från början byggdes med propellerdrift var det franska linjeskeppet Napoléon, sjösatt 1850.
I svenska flottan intresserade man sig ganska tidigt för fartygspropellerns möjligheter. Den 19 maj 1853 beslutade kunglig majestät att Carl XIV Johan inom ramen för den tidigare inledda reparationen, skulle apteras till ångdrift. Ritningarna till ombyggnaden utfördes av chefen för flottans konstruktionskår, Carl Lundqvist. Maskineriet beställdes från Motala Mekaniska Verkstad vid Göta kanal. Fyra koleldade eldrörpannor genererade ånga till en Motala vinkelångmaskin. Maskineriet angav en samlad effekt av 300 nominella och 600 indikerade hästkrafter. Pannornas rökupptag mynnade ut i en skorsten mellan stormasten och kryssmasten, som kunde fällas ihop när enbart seglen användes. Maskin, pannor och kol krävde stort utrymme i skrovet, varför fartygets proviant- och vattenförråd fick minskas, så att den nya materielen skulle få plats. Samtidigt förstärktes bestyckningen med en 18-pundig karronad.
I mitten av juni 1854 var maskineriet färdiginstallerat och den 6 juli dockades det nya ånglinjeskeppet ut från varvet. Carl XIV Johan blev därmed, tillsammans med ett samma år ombyggt ryskt fartyg, det första ångdrivna linjeskeppet i Europa utanför de brittiska och franska flottorna. Den 21 augusti avgick fartyget under kommendörkapten Axel Fredrik Palanders befäl på en provtursexpedition till Östersjön och Kattegatt. Vid den första provturen uppmättes en fart av 6,5 knop, vilket var 0,5 knop mer än konstruktörerna beräknat. Vid ett senare tillfälle gick skeppet i stiltje med 8 knop. Den trebladiga tackjärnspropellern visade sig dock inte särskilt lyckad. När ångmaskinen var avstängd skapade bladen ett vattenmotstånd, som gjorde att skeppet inte lydde roder, och tidvis blev svårt att styra. Av denna anledning försågs flottans andra ånglinjeskepp Stockholm med en fyrbladig propeller.
Efter avslutade provturer inmönstrades Carl XIV Johan den 29 augusti i Karlskrona. Därefter avgick skeppet till Stockholms skärgård, där ankring skedde vid Älvsnabben den 31 augusti. Fyra dagar senare seglade fartyget in mot huvudstaden och kastade ankar på strömmen. Ånglinjeskeppets närvaro tilldrog sig stort intresse och många nyfikna stockholmare färdades ut på redden för att beskåda henne. Bland besökarna fanns kung Oscar I och drottning Josefina. Från Stockholm avseglade Carl XIV Johan till Malmö, sedan till Köpenhamn och därefter till Göteborg. Den 1 november avrustades fartyget i Karlskrona.

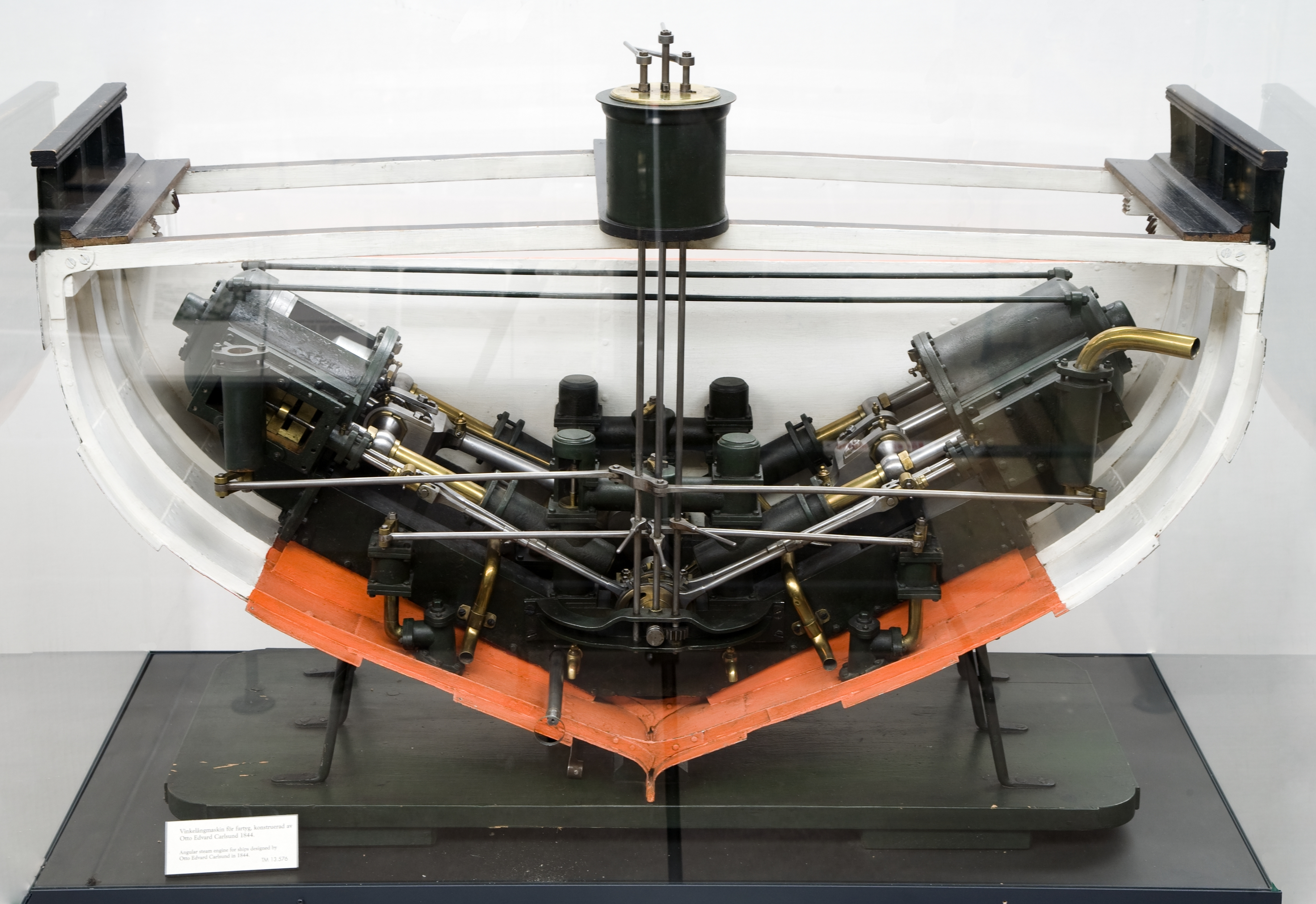
Modell av en vinkelångmaskin liknande den på Carl XIV Johan. Tekniska museet.
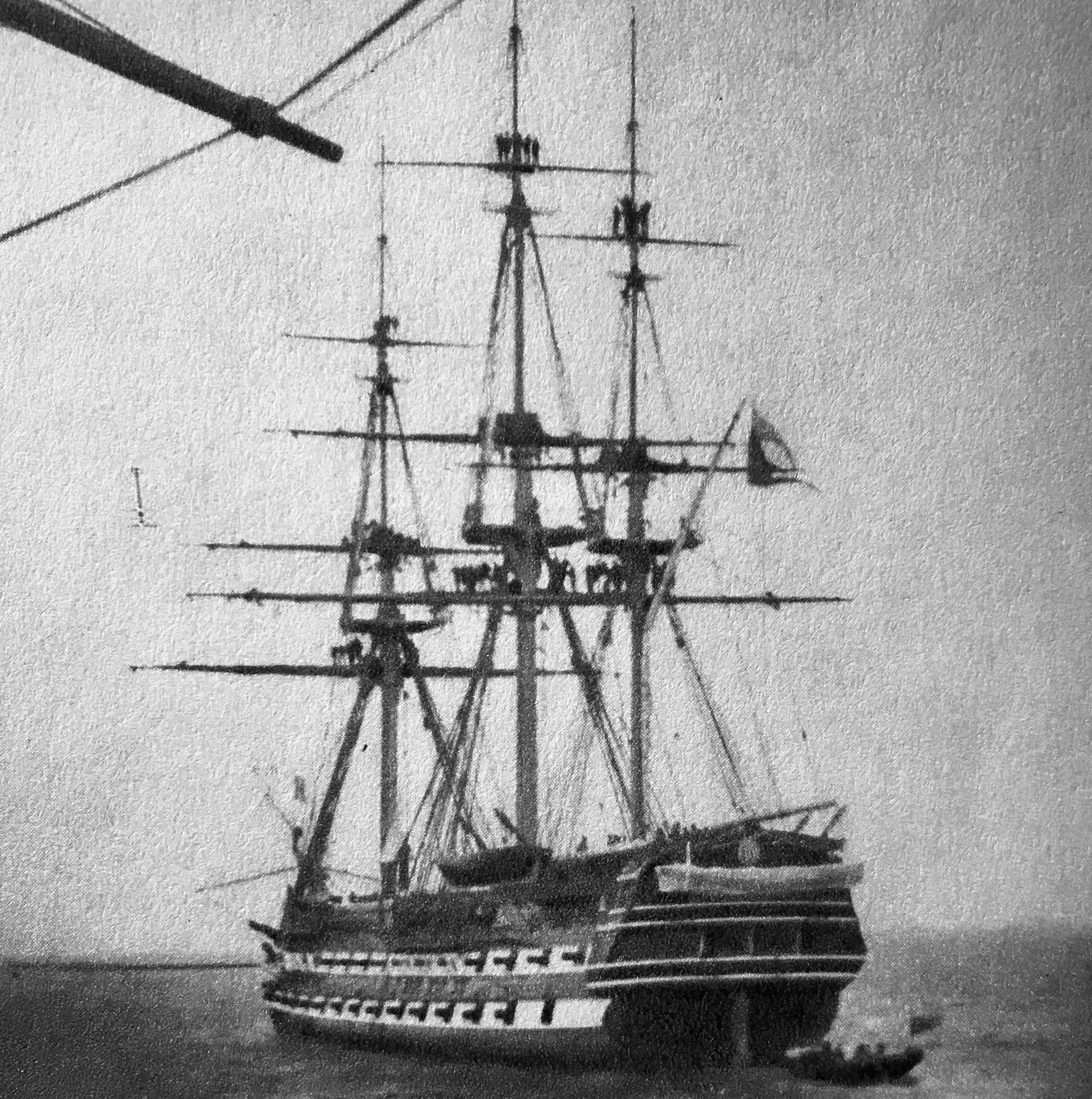
Carl XIV Johan sedd från aktern efter ombyggnaden till ånglinjeskepp. Observera att skorstenen är nedfälld.

### Dansk-tyska kriget 1864
I januari 1864 gick stormakterna Preussen och Österrike i krig mot Danmark. Föremålet för konflikten var hertigdömena Slesvig och Holstein. Den 1 februari tågade en preussisk-österrikisk styrka om 60 000 man ledd av fältmarskalk Friedrich von Wrangel, in i Slesvig över gränsfloden Eider. Den numerärt underlägsna danska armén under general Christian de Meza, övergav försvarslinjen Dannevirke. En del av armén drog sig tillbaka norrut till Jylland, medan huvuddelen av trupperna tog ställning vid Dybbøls skansar vid Alssundet. I början av mars inneslöts skanslinjen av tyskarna, som i april inledde en systematisk artilleribeskjutning av befästningarna. Efter en tids belägring stormades skanslinjen den 18 april, och intogs efter ett kort men blodigt slag. Medan tyskarna var överlägsna den danska armén på land, kunde danskarna tack vare sin starka flotta, bestående bland annat av ett pansrat tornfartyg, ett ånglinjeskepp och fyra ångfregatter, etablera kontroll över havet, och inleda en blockad av de tyska hamnarna. Preussen, som inte förfogade över några nämnvärda sjöstridskrafter, bad allianspartnern Österrike om hjälp. Från sin bas i Pola (Pula) vid Adriatiska havet skickade österrikarna en slagkraftig flottstyrka om ett ånglinjeskepp, tre pansarfregatter, tre ångfregatter, en ångkorvett och fyra kanonbåtar, mot Nordsjön för att häva blockaden.

#### Västkusteskadern 1864

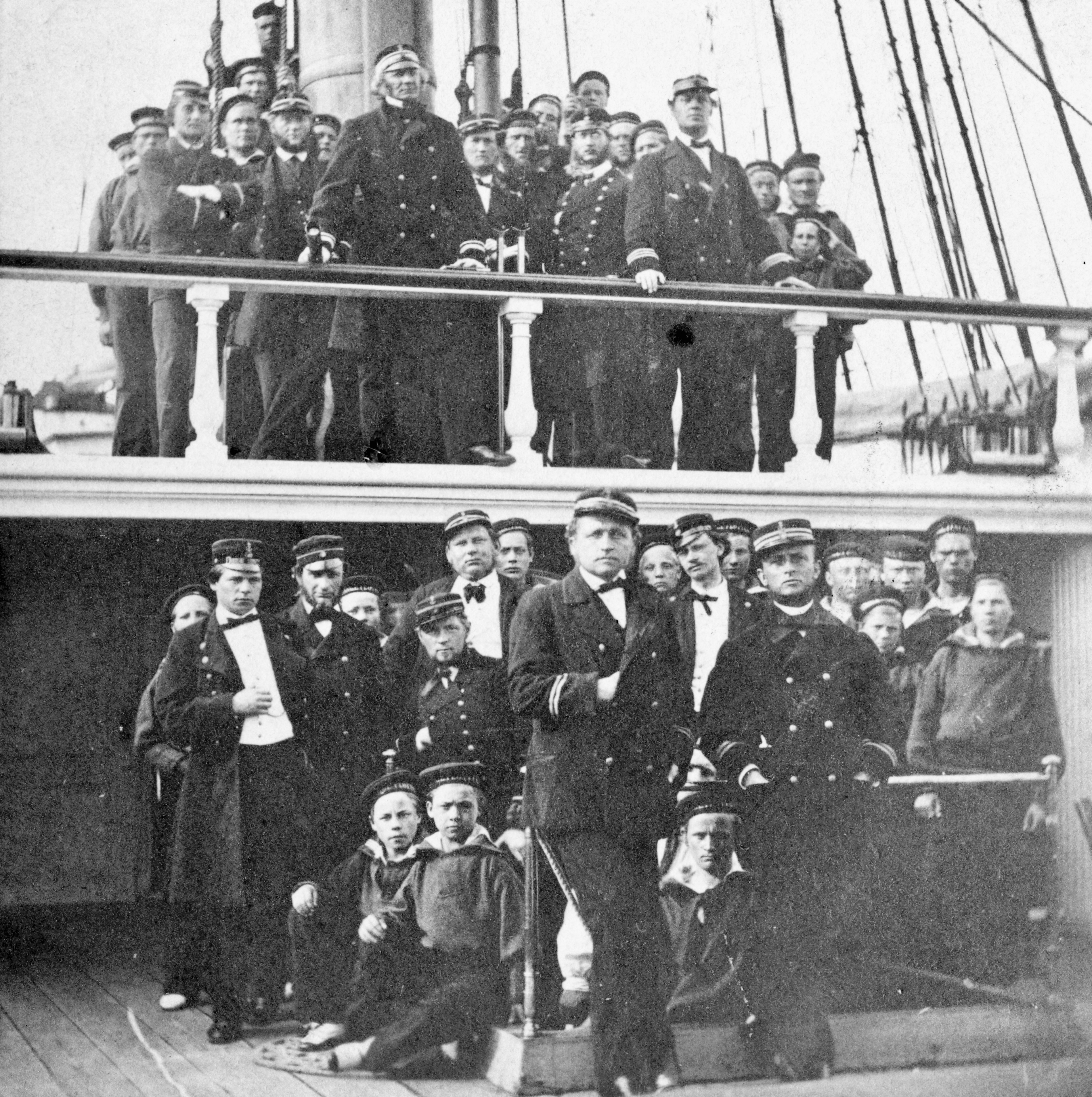
En del av Carl XIV Johans besättning samlad vid fartygets kobrygga under expeditionen 1864. Den äldre mannen framför masten är fartygschefen, kommendörkapten Christian Anders Sundin. Marinmuseum.

Ryktet om de österrikiska flottrustningarna vållade oro i Storbritannien, och den brittiska regeringen bad den svenska att sända en eskader till Skagerrak, för att patrullera i sundet tillsammans med en brittisk flotta. Eskadern bestod av ånglinjeskeppen Carl XIV Johan och Stockholm, tre ångfregatter, fyra ångkorvetter, sex ångkanonbåtar samt ett mindre ångfartyg. Ytterligare två svenska fregatter hölls rustade i Karlskrona, men bemannades inte. Till eskaderchef utsågs kung Karl XV:s yngre bror hertig Oscar av Östergötland, den blivande Oscar II, med hjulångkorvetten Thor som flaggskepp. Fartygen skulle var för sig segla genom Stora Bält och samlas i Hakefjorden utanför den bohuslänska kusten. Samtliga fartyg i eskadern var ångdrivna, men hade för att spara bränsle order att använda seglen så mycket som möjligt.
Den 12 maj var Carl XIV Johan färdigutrustad i Karlskrona. Befälhavare ombord var kommendörkapten Christian Anders Sundin. På grund av motvind måste man använda ångmaskinen för att ta sig ut till sjöss. Den 16 maj samlades styrkan på den förutbestämda mötesplatsen. Därefter ägnades några dagar åt övningar och kryssningar i Skagerrak. Eskadern var uppdelad i tre divisioner, av vilka de båda ånglinjeskeppen ingick i den andra, tillsammans med den svenska ångfregatten Vanadis och den norska ångkorvetten Nidaros.

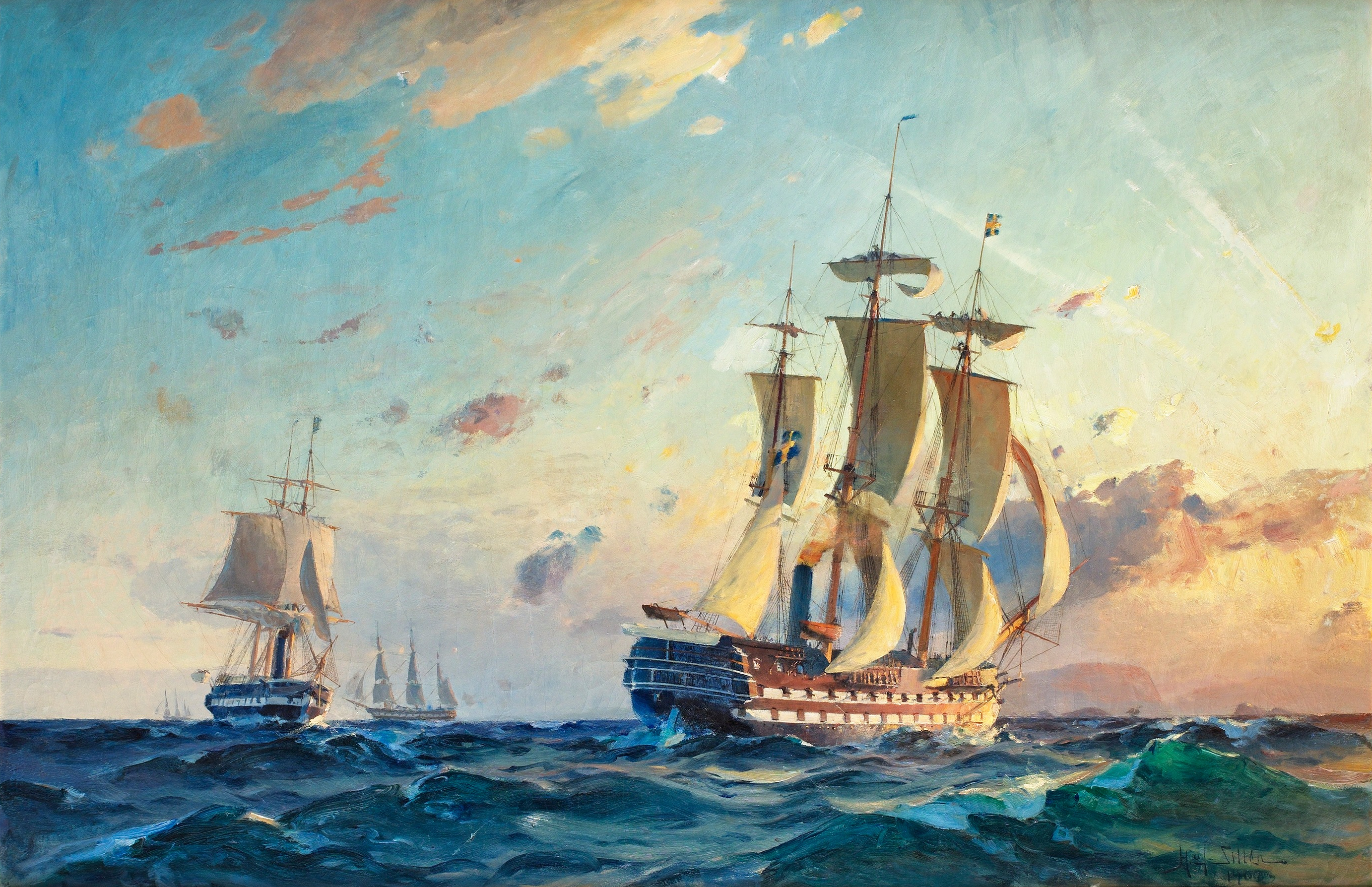
Svenska örlogsfartyg i Kattegatt under Dansk-tyska kriget 1864. Målning av Herman af Sillén.

Svenskarna behövde dock aldrig ingripa mot den österrikiska eskadern. Den 1 maj hade de första österrikiska örlogsfartygen, ångfregatterna SMS Schwarzenberg och SMS Radetzky, anlänt till Nordsjön. Tillsammans med tre mindre preussiska krigsfartyg, utkämpade de åtta dagar senare ett slag mot två danska fregatter och en kanonbåt vid ön Helgoland. Efter tre timmars strid lyckades danskarna skjuta Schwarzenberg i brand, varpå de övriga fartygen retirerade. När de återstående österrikiska örlogsfartygen i så småningom ankom till de danska farvattnen i början av juni hade den svenska eskadern gett sig av. Kriget mellan Danmark och de tyska staterna avslutades genom freden i Wien i oktober samma år. Danmark tvingades då avträda båda sina hertigdömen till Preussen och Österrike.
Den 28 och 29 maj anordnades kappseglingar mellan Carl XIV Johan och Stockholm, då fartygens seglingsegenskaper jämfördes. Generellt kom man fram till att Stockholm var en snabbare seglare, men att Carl XIV Johan var styvare, vilket gjorde att kanonerna på det nedre batteridäcket kunde användas vid starkare vind. Under kryssningarna löpte fartygen in till Arendal och Kristiansand i Norge för att inhämta order och sända rapporter. Vid olika tidpunkter sammanstrålade eskadern utanför Göteborg. Vid ett sådant tillfälle anlände kung Karl XV för att inspektera fartygen och besättningarna. Den 18 juni upplöstes eskadern och de norska delen av styrkan återvände hem. Övningar med de svenska fartygen fortsatte dock att hållas i Östersjön under återstoden av sommaren. Den 28 juli återvände eskadern till Karlskrona, där den avmönstrades den 1 augusti, efter fyra månader till sjöss.

### Utrangering och slopande

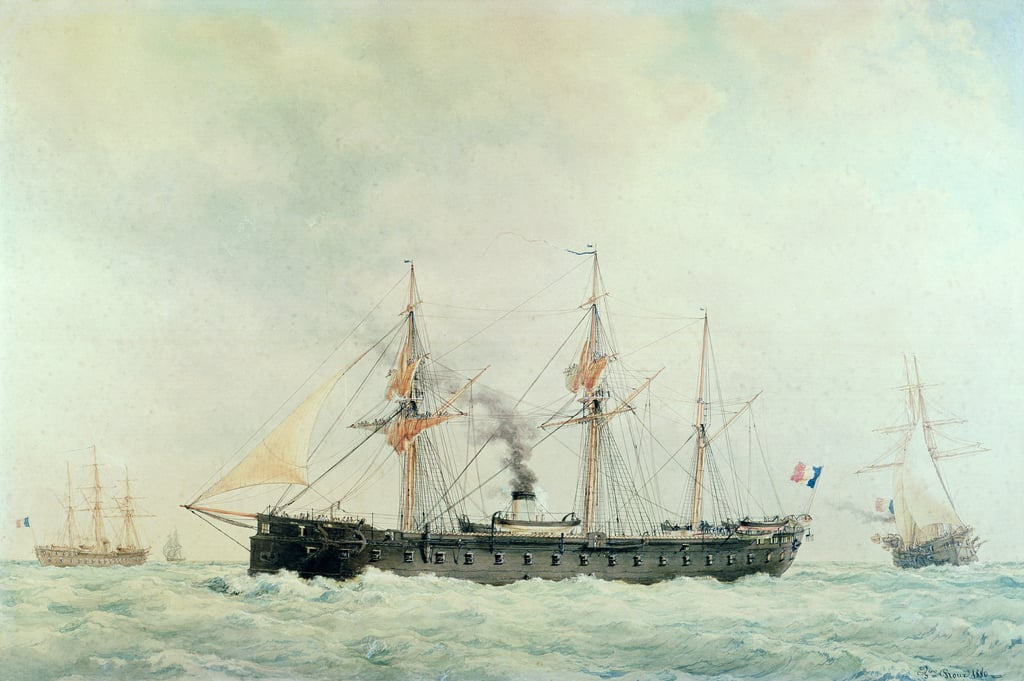
Det revolutionerande franska pansarfartyget La Gloire. Målning av François Geoffroi Roux.

Redan före västkustexpeditionen stod det klart att linjeskepp som Carl XIV Johan var otidsenliga. Erfarenheterna från Krimkriget mellan Ryssland och Frankrike-Storbritannien 1853–1856, hade visat vilket hot det moderna sjöartilleriet utgjorde mot träfartygen. Den slutsats som drogs var att framtida örlogsfartyg behövde betydligt bättre skydd, än vad träskroven kunde erbjuda. Under Krimkriget hade franska flottan med gott resultat experimenterat med flytande artilleribatterier klädda med järnplåtar. I november 1859 sjösatte man i Frankrike det första sjögående pansrade örlogsfartyget, vilket döptes La Gloire. Skeppet var byggt av trä och klätt med ett 12 cm tjockt pansarbälte av smidesjärn. Bältet var så tjockt att det beräknades kunna stå emot 50-pundiga projektiler från de allra modernaste räfflade kanonerna. Sjösättandet av Gloire blev inledningen till ett storskaligt byggande av pansarfartyg i stormakternas flottor.
I början av 1860-talet började även mindre sjömakter som Danmark, Preussen och Österrike att beställa pansarfregatter. Sverige följde noga den tekniska utvecklingen i omvärlden. En av riksdagen 1861 tillsatt sjöförsvarskommitté konstaterade att örlogsfartyg byggda i trä inte längre motsvarade tidens krav. Kommittén avstyrkte även förslag på att de existerande linjeskeppen skulle förses med pansarskydd, även om detta rent teknisk hade varit en möjlighet. Under perioden 1862–1871 skede en successiv utfasning av den gamla linjeflottan. I oktober 1864 intogs Carl XIV Johan i docka nr 3 på Karlskronavarvet för översyn. Undersökningen visade att skrovet var angripet av röta, men att skadorna inte var särskilt allvarliga. Trots detta beslutade kunglig majestät den 18 juli 1865 att skeppet skulle utrangeras. Upphuggningen av fartyget ägde därefter rum på varvet från 12 maj 1866 till 28 februari 1867. Ångmaskinen var dock i gott skick, och togs till vara för en eventuell framtida ombyggnad av det nyare linjeskeppet Skandinavien till pansarfartyg, men någon sådan kom aldrig till stånd.

## Fartygschefer
- Kommendörkapten Axel Fredrik Palander (21 augusti–2 november 1854).[42][43]
- Kommendörkapten Carl Justinus von Diederichs (1856).[57]
- Kommendörkapten Pehr Erik Ahlgren (2 juni–30 september 1857).[58]
- Kommendörkapten Christian Anders Sundin (9 maj–1 augusti 1864).[52]